# Capítulo de Nobles Caballeros y Damas de Isabel la Católica

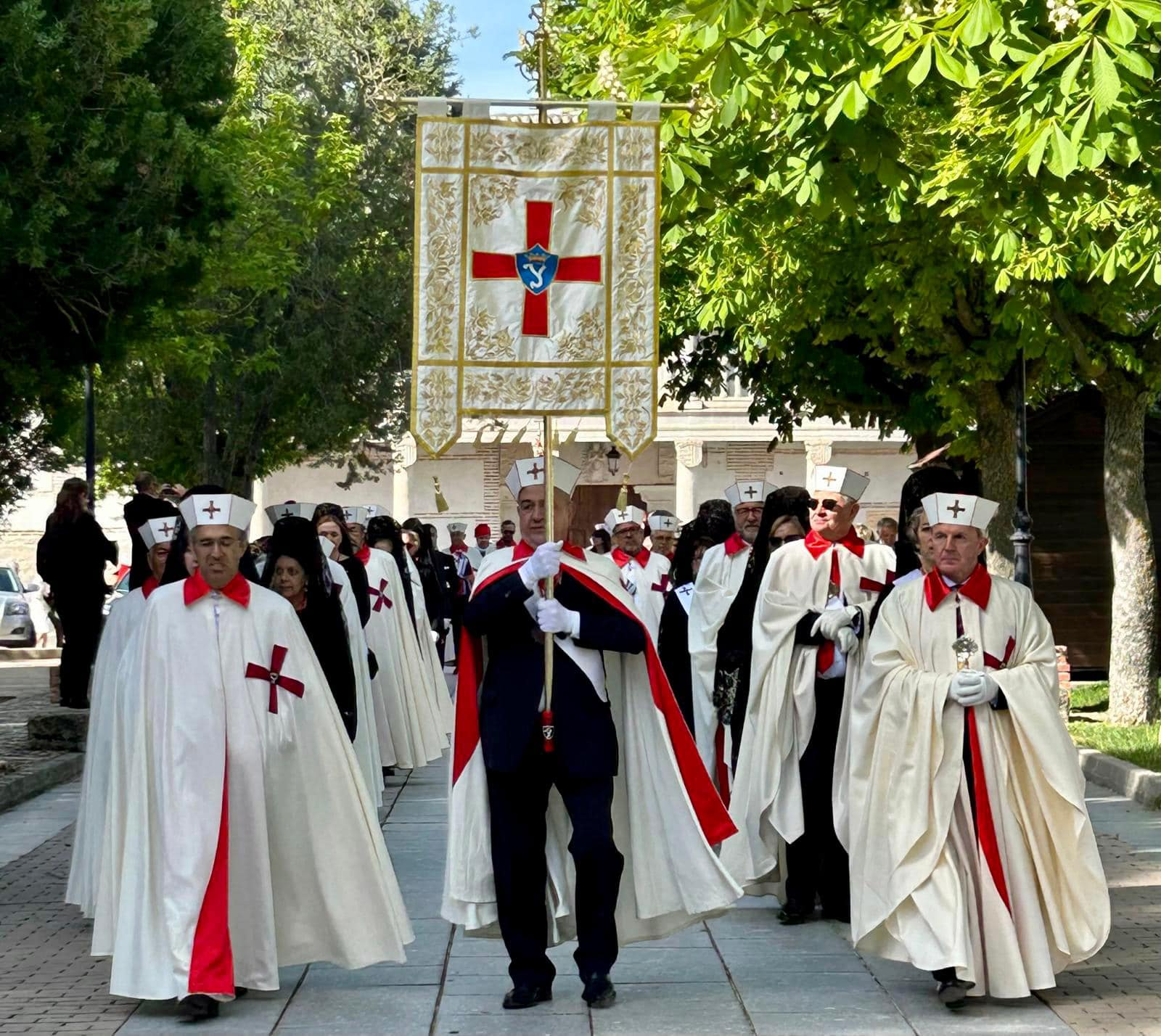
Procesión de entrada de los Nobles Caballeros y Damas de Isabel la Católica en Madrigal de las Altas Torres (Ávila) en abril de 2023

El Capítulo de Nobles Caballeros y Damas de Isabel la Católica, cuyo nombre completo es Capítulo de Nobles Caballeros y Damas de la Reina Isabel la Católica y de la Muy Noble, Imperial y Coronada Villa de Madrigal de las Altas Torres, es una asociación de fieles española. Su origen se remonta al año 1969 en el que surge por iniciativa de un grupo de nobles caballeros y damas entusiastas de la figura y la santidad de la Reina Isabel la Católica.
En la actualidad se rige por los Estatutos aprobados por el Obispo de Ávila, Jesús García Burillo, y publicados en el Boletín Oficial del Obispado de Ávila con fecha 30 de mayo de 2006.
Estos Estatutos lo definen como “una asociación pública de fieles” que viene a constituir “la familia espiritual de la reina Isabel la Católica”. Su propósito principal es promover la figura espiritual de Isabel I de Castilla y, en especial, trabajar activamente por su beatificación y eventual canonización.

## Historia
El Capítulo fue fundado en colaboración con figuras como Alfredo Silva y Luciano Represa de Partearroyo, con el fin de reforzar el reconocimiento histórico y espiritual de la reina Isabel I. Desde su constitución oficial en 1994, la asociación ha trabajado incansablemente en la promoción de la figura de la monarca, tanto en el ámbito académico como en el espiritual.
Uno de los principales objetivos de la asociación es lograr la canonización de Isabel la Católica, para lo cual han desarrollado campañas y actividades que destacan la importancia de su legado cristiano y su papel en la historia de España y del mundo. A lo largo de los años, el capítulo ha organizado conferencias, congresos y eventos en diversas localidades relacionadas con la vida de Isabel, tales como Valladolid, Medina del Campo, Tordesillas, Madrigal de las Altas Torres y Arévalo.
Los fines del Capítulo son, desde una perspectiva religiosa, promover entre los Caballeros y Damas una profunda y comprometida formación cristiana, de conformidad con el espíritu del evangelio y las enseñanzas del Magisterio de la Santa Iglesia Católica, colaborando en la Evangelización de los pueblos y, en especial, con la atención social, caritativa y misionera hacia los pueblos de Iberoamérica.
Son también fines específicos del Capítulo fomentar y difundir la estima de la personalidad de Isabel la Católica, con estudios históricos, genealógicos y nobiliarios, con el objetivo de fomentar a su vez el amor por la patria.
El Capítulo conmemora anualmente, en Madrigal de las Altas Torres, el aniversario del nacimiento de la Reina Isabel la Católica (22 de abril).
En la actualidad, el Capítulo cuenta con 270 integrantes entre caballeros y damas repartidos por las diferentes comunidades autónomas del país y algunos en el extranjero. Entre los miembros notables del capítulo en la historia reciente se encuentra Manuel Fraga Iribarne, Macarena Olona, además de otras personalidades destacadas del ámbito cultural y político.

## Actualidad

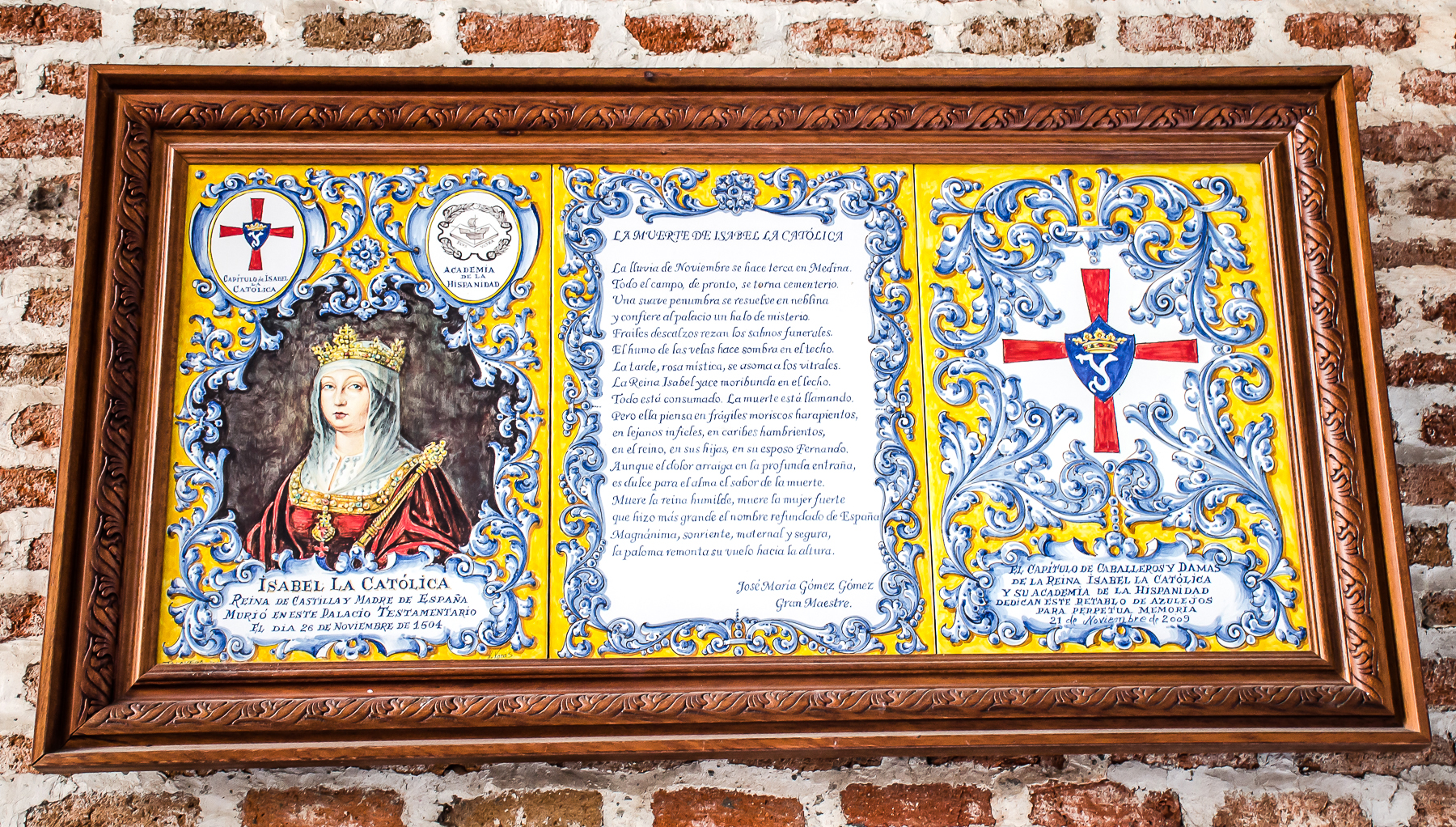
En 2016, el «Capítulo de Nobles Caballeros y Damas de Isabel La Católica» rindió homenaje a Isabel la Católica en el 512 aniversario de su muerte, con esta baldosa conmemorativa colocada en su casa testamentaria.

La labor del Capítulo sigue activa en su labor de promoción cultural y espiritual, organizando dos reuniones anuales en Madrigal de las Altas Torres y Arévalo, lugares de gran relevancia histórica para la reina Isabel. La asociación también coordina diversas actividades académicas, como congresos y conferencias, en otras localidades vinculadas a la geografía isabelina.
En cuanto a la indumentaria, los miembros visten una capa blanca con cuello y forro rojo, decorada con el emblema asociativo: una cruz patada de gules, con una inicial coronada de plata en el centro, todo ello dentro de un círculo de sable. Esta vestimenta simboliza su compromiso con la figura de Isabel la Católica y los ideales que ella encarna.
Es importante señalar que esta asociación no debe ser confundida con la Orden de Isabel la Católica, ya que sus fines, insignias y nomenclatura son completamente distintos. Mientras que la orden es una distinción oficial del Estado español, el capítulo tiene fines religiosos y culturales, enfocados en la canonización de Isabel y la promoción de su legado.